# Fjärilsmyggor
Fjärilsmyggor (Psychodidae) är en familj i underordningen myggor (Nematocera). Över hela världen är ungefär 1 500 arter kända. Dessa myggor har oftast många hår på kroppen och vingarna. Vingarna är i jämförelse med den övriga kroppen stora. På så sätt påminner dessa djur om fjärilar, därav namnet.
Hos flera arter har individer av hankön påfallande hårfärg. Kroppslängden ligger bara vid en till fem millimeter.